# Xã Ross, Quận Pike, Illinois
Xã Ross (tiếng Anh: Ross Township) là một xã thuộc quận Pike, tiểu bang Illinois, Hoa Kỳ. Năm 2010, dân số của xã này là 70 người.